# Prugny
Prugny – miejscowość i gmina we Francji, w regionie Grand Est, w departamencie Aube.
Według danych z 1990 r. gminę zamieszkiwało 300 osób, a gęstość zaludnienia wynosiła 35 osób/km².

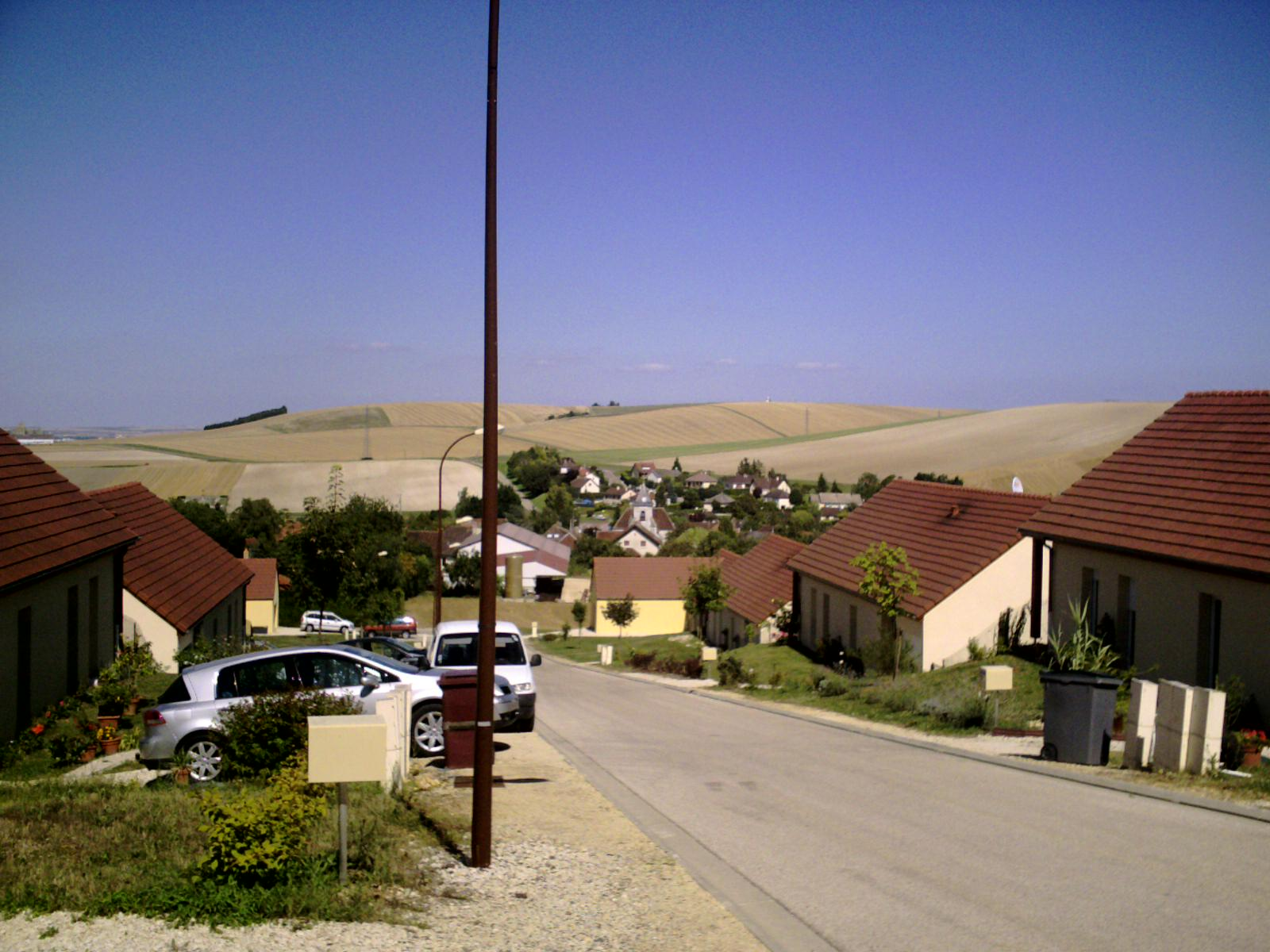
Prugny, 2009
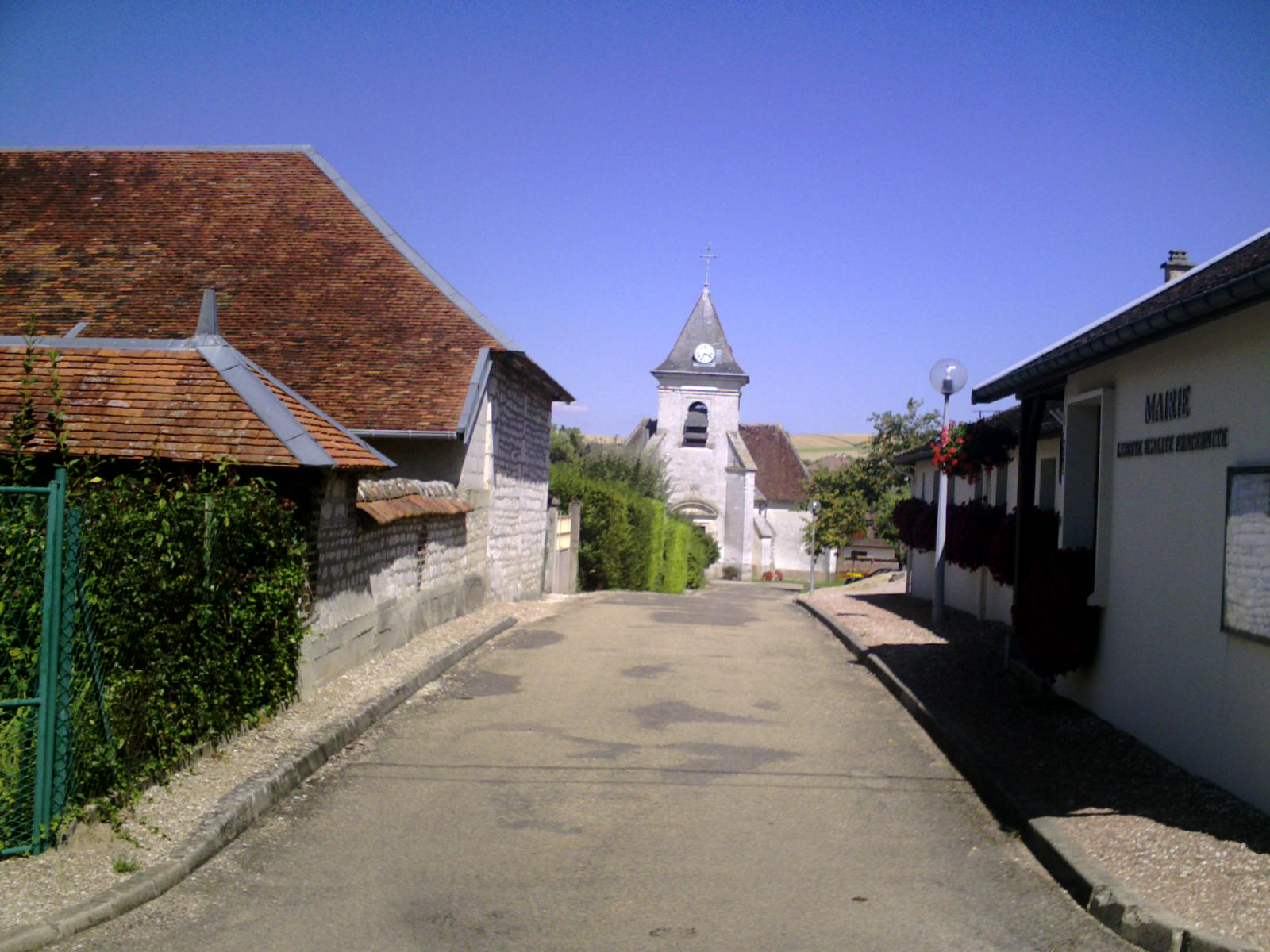
Prugny, 2009
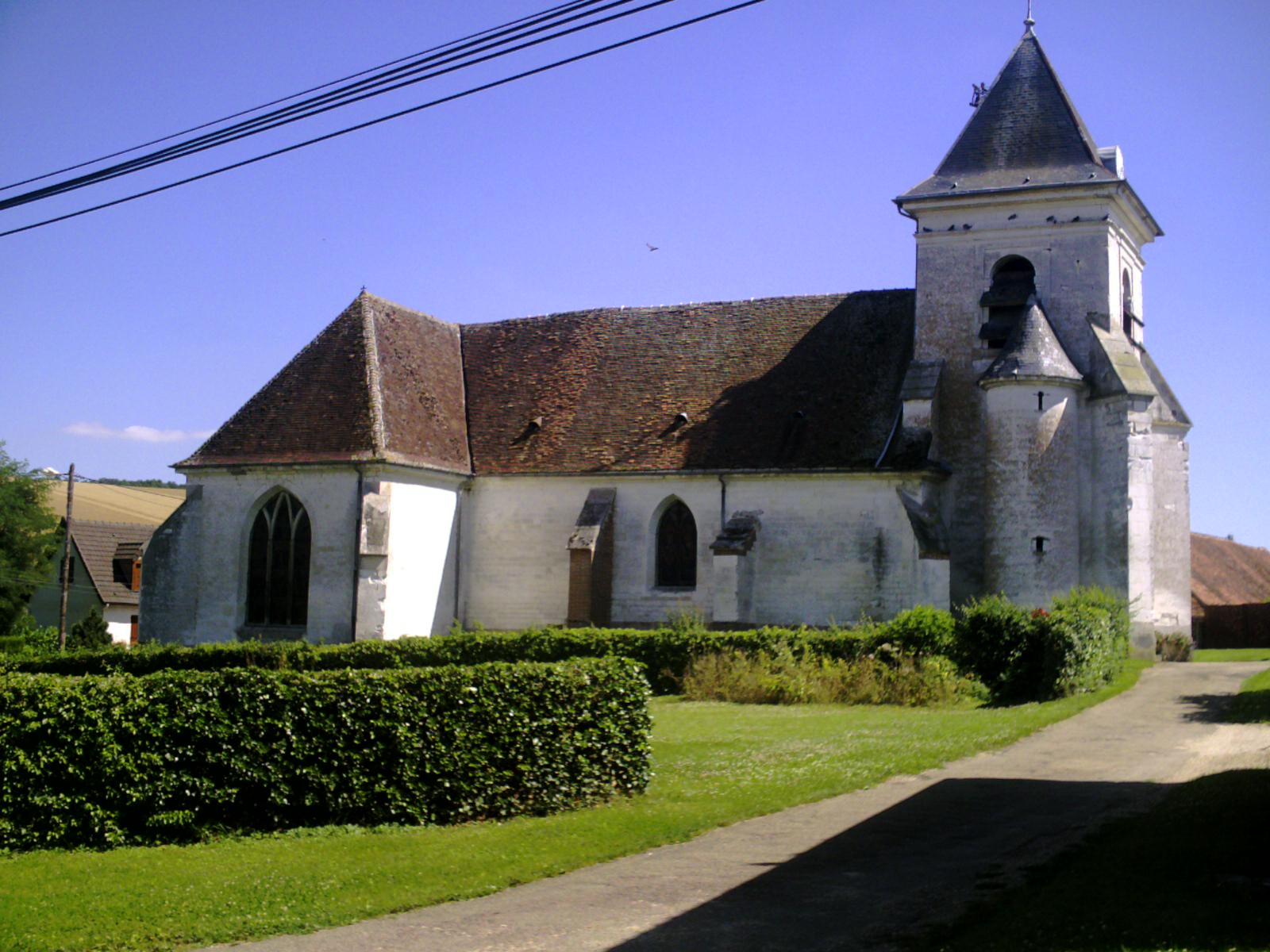
Kościół w Prugny, 2009